# Ренді Кутюр
Ре́нді Дуе́йн Кутю́р (англ. Randy Duane Couture; нар. 22 червня 1963, Еверет, Вашингтон, США) — американський спортсмен, професійний борець, спеціаліст зі змішаних бойових мистецтв (англ. MMA), актор, культурний діяч. Чотириразовий чемпіон США із греко-римської боротьби. П'ятиразовий чемпіон світу зі змішаних бойових мистецтв за версією UFC: двічі у напівважкій (2003—2004, 2004—2005 роки) і тричі у важкій (1997, 2000—2002, 2007—2008 роки) ваговій категорії. Чемпіон 13-го турніру UFC (1997 рік). Абсолютний рекордсмен за кількістю титулів (5), кількістю титульних боїв (15), єдиний спортсмен, який володів чемпіонськими поясами і в напівважкій і в важкій ваговій категорії, найстарший чемпіон в історії UFC (45 років).
Боєць року за версією «Wrestling Observer Newsletter» (2003 рік).
24 червня 2006 року Ренді Кутюр був включений до Залу слави UFC, розділивши цю високу честь із бійцями, чиї звитяжні досягнення залишились в минулому столітті: Ройсом Ґрейсі, Деном Северном та Кеном Шемроком.

## Життєпис
Ренді Кутюр народився 22 червня 1963 року в місті Еверет, штат Вашингтон, США.

### Кар'єра в боротьбі
Ренді почав займатися спортом в юнацькі роки. В школі займався американським футболом і гірськолижним спортом, у змаганнях з якого хотів виступити на Олімпіаді. Згодом захопився боротьбою. Майбутнього чемпіона у його зацікавленнях підтримувала мати, батько ж, за власними спогадами бійця, був неуважним до Ренді. Під час навчання у середній і вищій школах Лінвуда, штат Вашингтон, Кутюр завоював титул чемпіона штату з боротьби серед юніорів. В 1981 році він завершує навчання і поступає на службу в армію США.
Після демобілізації із армії, на службі в якій він перебував з 1982 по 1988 рік, і де займався боксом, Кутюр занурюється у професійний спорт. Він входить у другий склад олімпійської збірної США із боротьби. Працює в університеті штату Орегон тренером із боротьби і тричі стає чемпіоном з боротьби у змаганнях Національної асоціації студентського спорту США. Виступає на національних змаганнях у важкій ваговій категорії. В 1991 році завойовує золоту медаль у змаганнях із греко-римської боротьби на Панамериканських іграх в Гавані. До 1992 року він чотири рази завойовує титул чемпіона з греко-римської боротьби у національній першості.

### Кар'єра в змішаних бойових мистецтвах

#### Від національної до світової першості

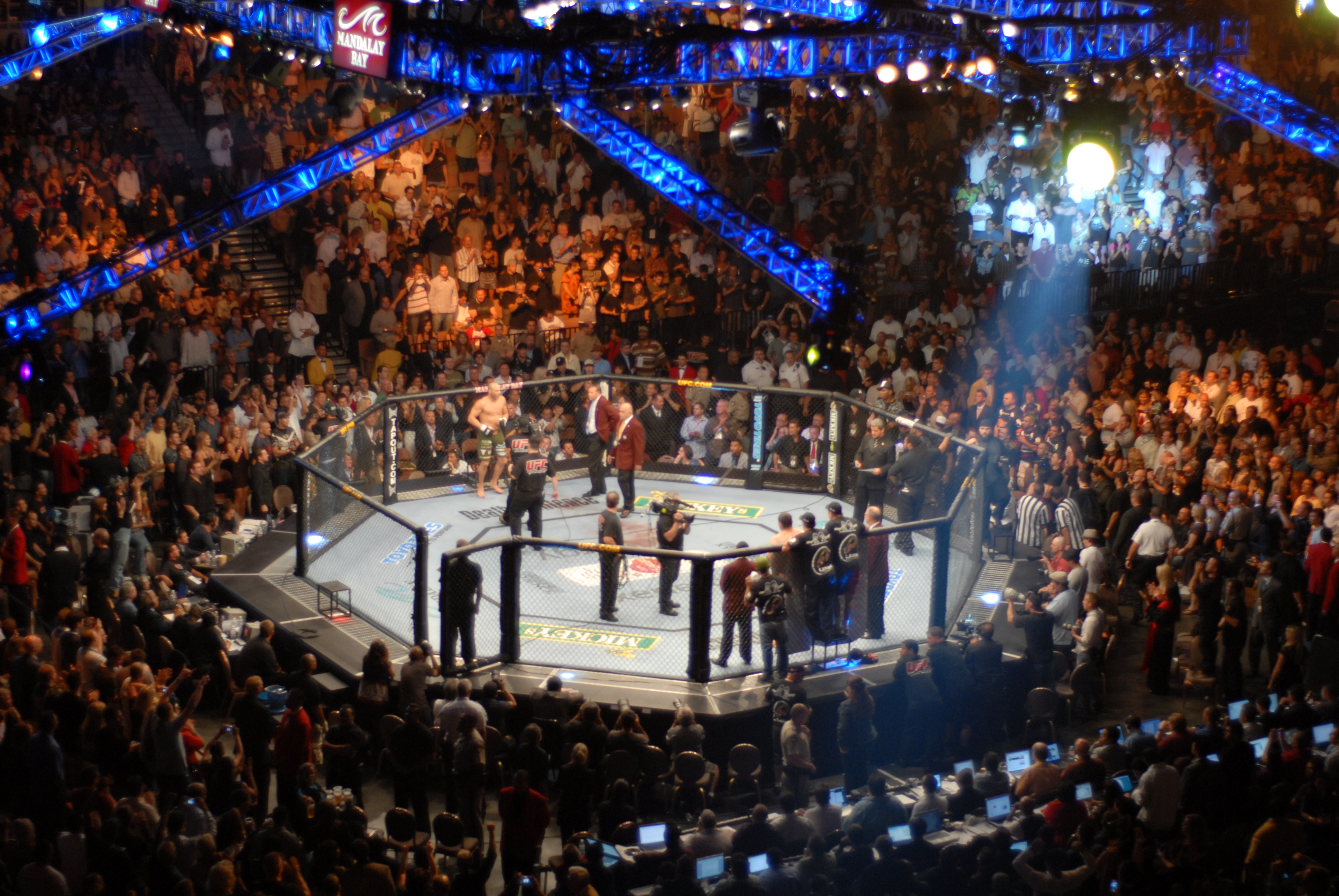
74 етап UFC. Зі кілька хвилин в битві за чемпіонський пояс зійдуться Ренді Кутюр і Габріель Ґонзаґа.

В 1997 році один з учнів Кутюра дав йому відеокасету із записом змагань з «боїв без правил» на турнірі під назвою «Абсолютний бійцівський чемпіонат» (англ. Ultimate Fighting Championship, UFC). Ренді сподобався формат цього спорту, тому він швидко відправив заявку на участь, яку спочатку відхилили через те, що ні образ Кутюра, ні бойове мистецтво, яке він представляв (боротьба), не здавались організаторам достатньо екзотичними. Коли до турніру залишалось лише два тижні, організатори раптово змінили свою думку, і Кутюр став учасником змагання. Так у віці 33 років Кутюр почав кар'єру в змішаних єдиноборствах. Його дебют відбувся у травні 1997 року виступом на 13-му турнірі UFC. Здолавши у двох швидких боях чемпіона Фінляндії з боксу Тоні Хальме та американського борця дзюдо Стіва Ґрехема, він отримав титул чемпіона турніру. Після цього успіху Кутюру запропонували бій з чемпіоном попереднього турніру — бразильцем Вітором Белфортом, а також високий за мірками того часу гонорар — 25 000 доларів. Ренді погодився на бій з умовою, що матиме додатковий час на відпрацьовування ударної техніки, якою блискуче володів Вітор Белфорт.
Змагання між спортсменами стало головною подією на 15-му турнірі UFC, і Ренді Кутюр, вміло комбінуючи греко-римський клінч і ударну техніку рук і ніг, впевнено переміг Белфорта. Після цього бою Кутюра вперше нарікають «Справжнім». З роками цей епітет остаточно закріпиться за ним. За півроку по тому, 21 грудня 1997 року, у місті Йокогама, Японія, Ренді взяв участь у титульному бою за звання чемпіона світу у важкій ваговій категорії проти діючого чемпіона Моріса Сміта. Нав'язавши кікбоксеру Сміту свій стиль боротьби, Кутюр домінував над суперником весь основний і додатковий час змагання, і переважним рішенням суддів здобув титул чемпіона світу.
На початку 1998 року розійшлися погляди Кутюра і адміністрації UFC: Ренді розірвав контракт із організацією, і Абсолютний бійцівський чемпіонат оголосив титул чемпіона вакантним.

#### Перші поразки і нові титули
Кутюр вирішує закріпити досягнутий на Сході успіх, і до кінця 2000 року змагається в японській серії RINGS. Тут же він зазнає своєї першої поразки в MMA. Американець японського походження Енсон Іноуе переміг Кутюра, застосувавши у боротьбі больовий прийом на руку. Два роки Кутюр продовжує змагання в RINGS, із перемогами і поразками.
У листопаді 2000 року, Ренді повертається в UFC. 17 листопада він проводить титульний бій за звання чемпіона світу у важкій ваговій категорії проти діючого чемпіона Кевіна Рендлмена. Борці національного рівня, багаторазові чемпіони США, Рендлмен і Кутюр представляли два конкуруючих стиля боротьби — вільний і греко-римський. У важкому двобої, на останній хвилині третього раунду, добиванням в партері Кутюр здобуває титул UFC.
Протягом 2001 року Ренді проводить декілька боїв із закордонними бійцями в Японії, а також захищає чемпіонський титул проти бразильського чемпіона з муай тай Педру Різзу, двічі поспіль. Перший бій, визнаний журналом «Wrestling Observer Newsletter» боєм року, закінчився перемогою Кутюра за рішенням суддів. І хоч рішення було одностайним, та сильний спад активності і виснаження Ренді в останніх двох раундах двобою робило вердикт суддів спірним в очах певного прошарку шанувальників. Другий бій розставив всі акценти: після двох раундів домінування, в другій половині третього раунду, Кутюр переміг Різзу технічним нокаутом.
22 березня 2002 року Кутюр втрачає пояс чемпіона. Його молодий співвітчизник Джош Барнетт здобуває перемогу технічним нокаутом у кінці другого раунду. Та невдовзі після бою атлетична комісія повідомляє про наявність стероїдів у крові Барнетта. Його позбавляють звання чемпіона, а титул оголошують вакантним. Ренді Кутюр бере участь у змаганні за відкрите звання, але в боротьбі поступається Рікко Родрігесу. Ренді вирішує перейти у напівважку вагову категорію.

#### Зміна ваги і гучні перемоги

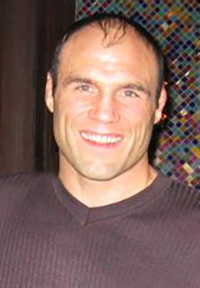
Ренді Кутюр. Жовтень 2005 року

2003 рік Кутюр проводить у напівважкому дивізіоні, де проводить переможний бій із небезпечним ударником Чаком Ліделлом за титул тимчасового чемпіона і, врешті, здобуває «напівважкий» пояс у бою із діючим чемпіоном світу Тіто Ортісом. В обох сутичках Кутюр виступає в ролі «андердога» — бійця, якому заздалегідь передрікають поразку. В бою з Ліделлом така позиція критиків, вболівальників і букмекерів пояснювалась винятковою успішністю «претендента № 1» в ударній техніці, до того ж, Чак Ліделл мав лише одну поразку — удушенням, на початку своє кар'єри. Другої поразки Ліделлу завдав Ренді Кутюр, провівши ініціативний і рішучий бій, який завершив технічним нокаутом. Бій же проти Тіто Ортіса за право носити титул виключного чемпіона світу Ренді провів в уже абсолютно домінуючий манері. Напередодні сутички, у заочних інтерв'ю, тимчасовий і діючий чемпіони мірялись регаліями. Тіто нагадував, що цей захист титулу буде для нього вже шостим поспіль і він нізащо не програє його 40-річному, Ренді нагадував йому, що двічі був чемпіоном у важкій вазі і чотири — національним чемпіоном з боротьби, на що Ортіс відповідав: «Це MMA, а не матч з боротьби». І тим не менш, бій пройшов саме в тій манері, в якій було комфортно виступати Кутюру. За п'ять раундів Ренді провів вісім класичних греко-римських кидків, в тому числі декілька ефектних, з високою амплітудою, і дев'ять разів займав домінуючу позицію. Ортіс став заручником власної улюбленої техніки: «вали і бий». Рішенням суддів пояс чемпіона перейшов до нового власника. Розчарований і розчулений Ортіс власноруч передав чемпіонський трофей Ренді Кутюру.
Менше ніж за рік Ренді втрачає титул через випадкову травму під час бою: бразилець Вітор Белфорт розсікає Кутюру ліве віко. Бій зупиняють на 49 секунді. Розчаровані результатом бою, чемпіон і претендент, які тепер обмінялись ролями, домовляються про реванш. Бій-реванш 21 серпня 2004 року, вже третій бій між Белфортом і Кутюром, було зупинено рішенням лікаря: після трьох раундів тотального домінування над молодим супротивником Ренді Кутюр повернув собі титул.

#### Нокаут. Перерва в кар'єрі
З квітня 2005 по лютий 2006 року Кутюр проводить два бої з Чаком Ліделлом, якому програє обидва рази нокаутом, вперше в кар'єрі, і віддає чемпіонський пояс, а між цими сутичками — з Майком Ван Арсдейлом, якого перемагає удушенням. Після останньої поразки Ліделлу Ренді заявляє про своє бажання піти з октагону і зайнятись тренуванням молодих бійців. Протягом року він займається тренерською діяльністю, розвиваючи свою успішну команду «Xtreme Couture», коментує на телебаченні важливі спортивні події, знімається в кіно. Але течії цивільного життя було замало для досвідченого бійця. Славетний восьмикутник вкотре спокушає Ренді Кутюра, і він кидає виклик діючому чемпіону у важкій ваговій категорії Тіму Сильвії.

#### Гучне повернення і нові випробування

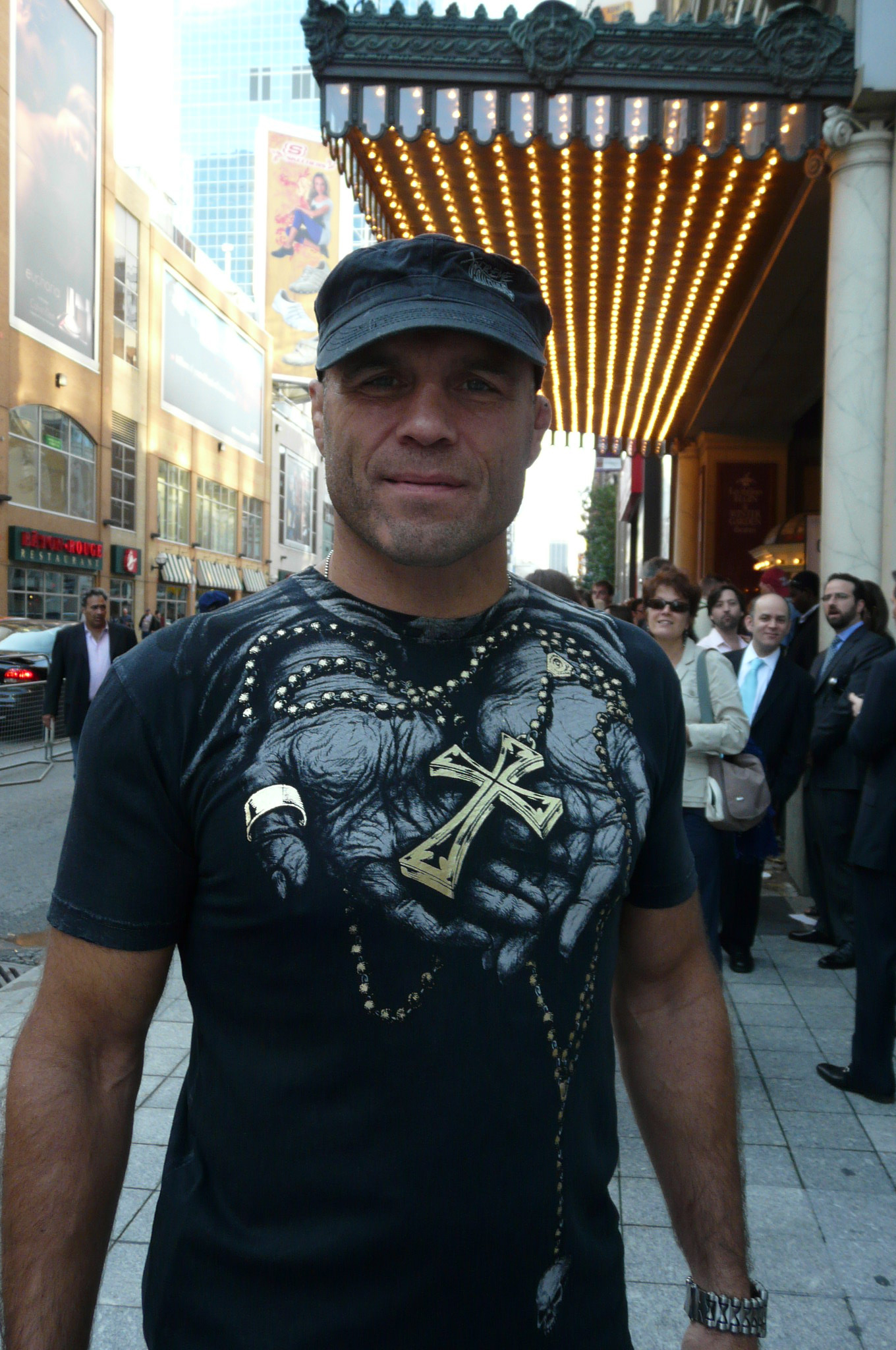
Лас-Вегас, 2008 рік. 45-річний Ренді Кутюр — чинний чемпіон світу.

3 березня 2007 року в історії UFC було поставлено відразу декілька рекордів. Подивитись двобій 30-літнього дворазового чемпіона Сильвії із 45-літнім чотириразовим чемпіоном Кутюром на головній арені міста Колумбус, в штаті Огайо зібрались понад 19 000 глядачів. Як офіційний претендент на титул Ренді Кутюр провів рішучий і яскравий бій, перевершивши свого супротивника в кожному із 5-ти раундів, і одностайним рішенням суддів йому було присуджено звання чемпіона світу у важкій ваговій категорії. Спортсмени отримали премію «Бій вечора». Видання «Wrestling Observer Newsletter» визнало змагання найкращим боєм року. «Капітан Америка» став найтитулованішим бійцем в історії UFC і найстаршим чемпіоном світу в змішаних бойових мистецтвах. Ще через чотири місяці Кутюр провів захист титулу, перемігши технічним нокаутом бразильського бійця Габріеля Ґонзаґу, який в ході бою зламав Ренді руку руйнівним ударом ноги.
У 2008 році Кутюр мав чергову суперечку із UFC, що стосувалась його грошових премій і виплат, а також організації боїв, що призвело до розгляду справи в суді. У листопаді 2008 року Кутюр проводив черговий захист титулу проти Брока Леснара, і цього разу програв. У першому раунді двобою Ренді вміло використовував перевагу у досвіді над більшим і сильнішим опонентом, вдало контратакуючи і притискаючи Брока до сітки. Але в другому раунді Леснар зачепив потилицю Кутюра дотичним ударом правої, і чемпіон пішов у нокдаун. Леснар швидко розпочав добивання, яке було зупинено рефері. Втративши титул, Ренді, тим не менш, висловив бажання і надалі брати участь у боях змішаного стилю.
29 серпня 2009 року відбувся черговий бій ветерана MMA проти чемпіона світу у важкій ваговій категорії за версією PRIDE «Мінотавром» Ноґейрою. Видовищне змагання двох ветеранів було відзначено премією «Бій вечора». Ноґейра переміг за рішенням суддів. Після завершення бою Ренді Кутюр підтвердив бажання продовжувати кар'єру. Через деякий час стало відомо про підписання Кутюром контракту з UFC на шість боїв і перехід Ренді у напівважкий дивізіон.
Вже за два місяці по тому Кутюр провів бій із італо-філіппінським тай-боксером Брендоном Верою, якого переміг за одностайним рішенням суддів. У порівнянні із попереднім виступом ветерана UFC, цей бій проходив доволі мляво, але характеризувався повним клінч-контролем суперника з боку Кутюра, незважаючи на декілька пропущених ударів ногами, один з яких, у печінку, відправив Ренді у небезпечний нокдаун. Рішення суддів Вера і його прихильники сприйняли несхвально. Як адаптацію до напівважкої ваги Кутюру призначають бій проти бійця-ровесника, одного із перших чемпіонів і члена Залу слави UFC — Марка Колмена, на рахунку якого вже була перемога над Кутюром у змаганнях із боротьби. Бій, що став головною подією 109-го етапу UFC, пройшов під повним контролем Ренді і завершився втратою Колменом свідомості від удушення у другому раунді. Результат змагання зафіксовано як технічне підкорення. Кутюр отримав премію «Підкорення вечора».

#### «Бокс проти боротьби»
Наступний бій став для Кутюра особливим випробуванням. Вперше Ренді захищав на рингу честь спорту, якому присвятив значну частину життя — боротьбі. Навесні 2010 року UFC підписали контракт із діючим чемпіоном світу з боксу за версією IBA, багаторазового чемпіона світу в п'яти вагових категоріях, легендою боксу — Джеймсом Тоні на прізвисько «Гаси світло». Саме проти цього спортсмена мав вийти Ренді в кінці літа. Джеймс Тоні, відомий своїм специфічним характером і манерою некоректно висловлюватись з приводу будь-кого і будь-чого, з особливим завзяттям взявся до «розкручування» події, яка швидко отримала назву «бокс проти боротьби». Під час рекламної кампанії Тоні виливав тонни бруду на змішані бойові мистецтва загалом і на боротьбу зокрема, на організацію та її функціонерів, на пресу і на самого Кутюра. Ренді ж виступав із коментарями рідко і вельми стримано. Розплата за компрометуючу спорт рекламну активність настала для Тоні досить швидко. Це відбулось 28 серпня 2010 року на 118 етапі UFC. Вихід обох спортсменів до клітки тривав значно довше, ніж сам поєдинок. В комфортних для Тоні умовах, в стійці, бій проходив лише 15 секунд. Ренді Кутюр зробив прохід в ноги і швидко перевів Тоні в партер. Місяці тренувань допомогли боксеру Тоні протриматися на землі три хвилини, і навіть зробити декілька спроб ударів (чого він не встиг в стійці). Зайнявши домінуючу позицію, Ренді відтиснув суперника до сітки і провів прийом «ката ґатаме» — трикутне удушення руками із арсеналу дзюдзюцу, бойового мистецтва, про яке зневажливо відзивався «Вимикач» напередодні. Тоні швидко подав сигнал про здачу. В інтерв'ю після бою Кутюр віддав належну пошану мужності Джеймса Тоні, підкресливши, що той є першим боксером світового рівня, що наважився на виступ за правилами змішаних бойових мистецтв.

#### Фінальна стадія кар'єри
Після перемоги над Тоні у важкій вазі Ренді вкотре опинився на кар'єрному розпутті. У напівважкій вазі, де він провів два з трьох останніх поєдинків, з ймовірних суперників його цікавили лише екс-чемпіон UFC Ліото Мачіда та діючий чемпіон Маурісіу Руа. Для виходу на другого потрібно було здолати першого, або ж перемогти іншого суперника з верхньої частини рейтингу, до чого Кутюр не проявляв зацікавлення. Щодо важкої ваги, то у відео-інтерв'ю журналу «Fight Magazine» Ренді Кутюр підкреслив, що якби і залишився бій, який був йому цікавий, то це бій проти Федора Ємельяненка. В обставинах неможливості організації такого поєдинку обидва бійці провели символічне змагання на ігрових консолях Xbox в рамках рекламної кампанії з просування спортивного симулятора «EA Sports MMA».
Восени 2010 року Кутюр оголосив у пресі, що не збирається надалі форсувати події, і розглядатиме своє майбутнє в змішаних єдиноборств з позицій досягнутого. Найближчі 10-15 років, за словами бійця, він залюбки присвятив би кар'єрі актора, в той час, як наразі він сфокусований на своєму бізнесі: тренувальні зали, спортивний одяг та харчування.
Президент UFC Дана Уайт у характерній для нього манері охарактеризував рішення Ренді:
|  | Хто, в біса, знає, на що він ще здатний? Він може битися й до 57 років. Хто знає? Я все ще вважаю його одним з найкращих у світі у вазі до 93 кг. Втім, на мою думку, він здобув декілька перемог і міг би піти на піднесенні, як і заслуговують такі люди. Та я однаково спокійний за Ренді, що йде на піку, й за Ренді, що знову хоче битись. |

На момент, коли була зроблена ця заява, 47-річний Ренді Кутюр замикав десятку найкращих бійців світу у ваговій категорії до 93 кг за рейтингом «MMA Weekly». Через два місяці адміністрація UFC оголосила в пресі про початок організації поєдинку між Кутюром та видатним бразильським каратистом Ліото Мачідою, колишнім непереможеним чемпіоном, який у 2010 пережив перші поразки і потребував перемоги над іменитим суперником. Двобій двох колишніх чемпіонів відбувся навесні 2011 року, на 129 етапі UFC, на очах у 55 000 глядачів стадіону «Rogers Centre» — найбільшої в історії чемпіонату кількості глядачів. Перший раунд змагання пройшов вельми рівно, з незначною перевагою Кутюра в активності, і такою ж перевагою Мачіди в результативності. В другому раунді змагання завершилось: Мачіда нокаутував Кутюра видовищним ударом ноги — прямим ударом в стрибку. Після бою Ренді висловив категоричну переконаність у остаточному завершенні своєї бійцівської кар'єри.

### Тренерська діяльність

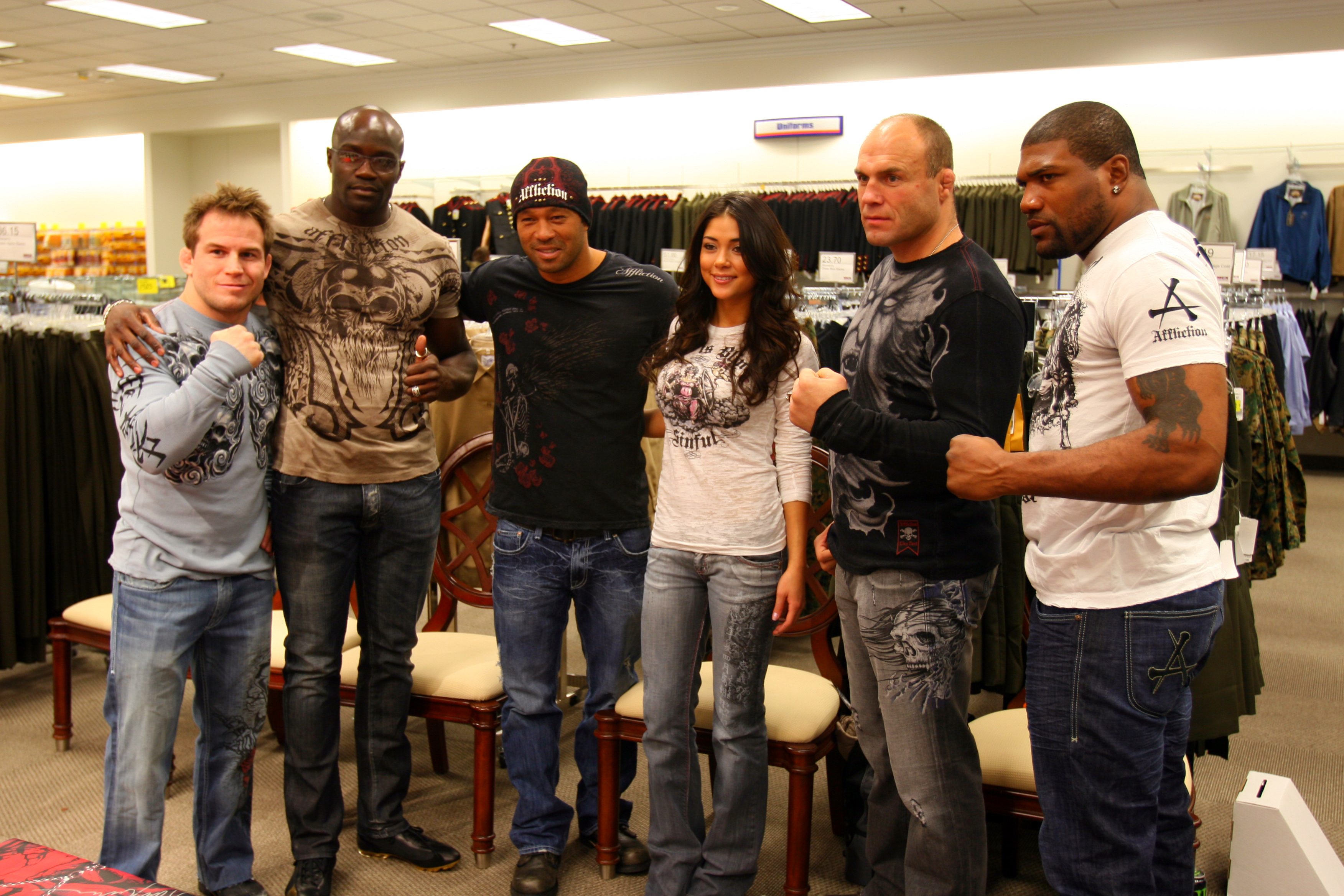
Бійці MMA. Другий праворуч — Ренді Кутюр.

До 2005 року діяла заснована Кутюром спортивна команда «Team Quest», до якої входили такі відомі бійці як Ден Хендерсон та Метт Ліндленд (деякий час обидва виступали в ролі кутових Ренді на турнірних змаганнях). Команда займалась підготовкою бійців змішаного типу, основними профілями підготовки були греко-римська боротьба і бокс.
У січні-квітні 2005 року Ренді Кутюр і Чак Ліделл як тренери й голови команд взяли участь у спортивному реаліті-шоу «Абсолютний боєць». Змагання між учасниками-бійцями проводились у середній і напівважкій вазі, на вибування. Фінальні бої обох вагових категорій виграли бійці команди Ліделла. Пара фіналістів Гріффін-Боннар (напівважка вага) згодом опинилась під тренерською опікою Ренді Кутюра.
Цього ж року, в Лас-Вегасі, Ренді заснував свою власну спортивну команду «Xtreme Couture». Основною метою цієї організації є підготовка бійців змішаного типу із широкою спеціалізацією, і наразі вона вважається однією із найкращих американських MMA-команд. Вихованцями Ренді є знамениті нині бійці: Джина Карано, Форрест Гріффін, Тайсон Гріффін. Під наглядом фахівців з «Xtreme Couture» тренуються Вітор Белфорт, Хіт Херрінґ, Стефан Боннар та багато інших відомих спортсменів. Філії цієї організації розташовані як в Америці, так і в Канаді. Компанією Affliction під брендом «Xtreme Couture» виробляється спортивний одяг та спорядження, крім того, «Xtreme Couture» займається виготовленням харчових домішок і сумішей для спортивного харчування.
Також Ренді співпрацює із екс-чемпіоном UFC і серії Pancrase Басом Руттеном у його спортивному бізнесі. Їм належить фітнес-центр «Legends Gym» у Голлівуді. Руттен — товариш і соратник Ренді, вони разом тренувалися, вдвох коментували виступи бійців у чемпіонаті PRIDE на американському телебаченні, знімались у документальних фільмах.

### Культурна діяльність

#### В кіно

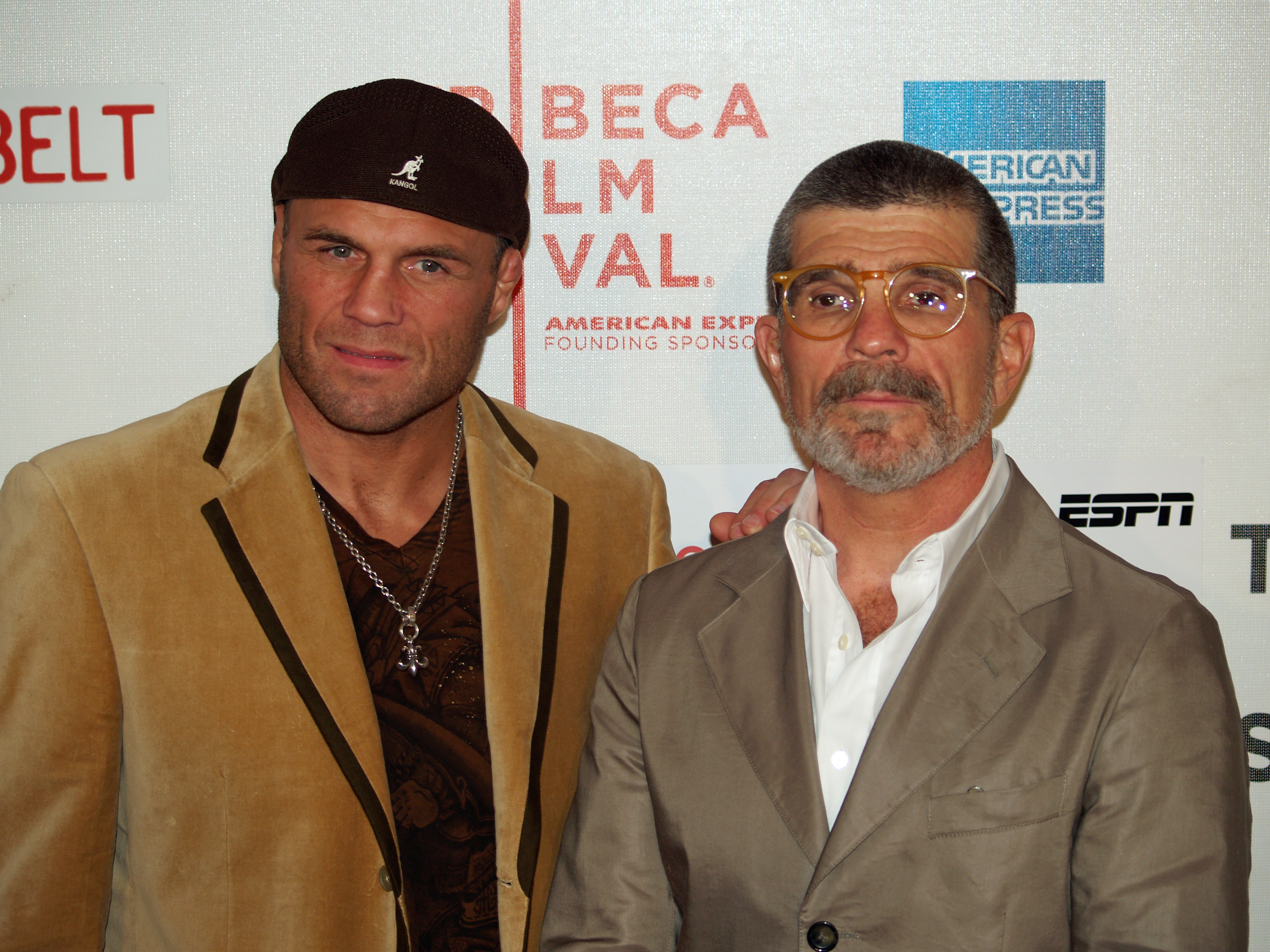
Ренді Кутюр та режисер Девід Мамет на кінофестивалі «Трайбека».

Ренді Кутюр час від часу з'являється в камео і невеликих ролях у фільмах, здебільшого на запрошення режисерів. Товариські стосунки зв'язують Кутюра із художником, сценаристом і режисером Девідом Маметом, у фільмах якого Ренді зіграв тричі.
У 2009 році Кутюр на запрошення Сильвестра Сталлоне взяв участь у зйомках масштабного екшену «Нестримні», де виконав одну із другорядних ролей — підривника Толла Роада. Разом з Ренді, Сталлоне залучив до зйомок чимало зірок культури і спорту, легендарних бійців, футболістів, каскадерів.
Фільми за участі Ренді Кутюра
- Нестримні 4 (The Expendables 4) (2023) — Толл Роад
- Драйвер на ніч (Stretch) (2014) — Джові
- Нестримні 3 (The Expendables 3) (2014) — Толл Роад
- Нестримні 2 (The Expendables 2) (2012) — Толл Роад
- Підстава (Setup) (2011) — Піті
- Нестримні (The Expendables) (2010) — Толл Роад
- Великий Стен (Big Stan) (2008) — Карнаган
- Червоний пояс (Redbelt) (2008) — Ділан Флінн
- Цар скорпіонів 2: Повстання воїнів (The Scorpion King 2: Rise of a Warrior) (2008) — Сарґон
- серіал Підрозділ (The Unit) (2006—2009) — сержант Стрікленд
- Непереможний (Invincible) (2006) — гравець команди «Toruci»
- Сьогодні ти помреш (Today You Die) (2005) — охоронець Вінсента
- Без правил (No Rules) (2005) — Мейсон
- Від колиски до могили (Cradle 2 the Grave) (2003) — боєць № 8
- серіал Король Квінсу (The King of Queens) (1998—2007) — водій

Крім цього, Ренді Кутюр знявся у великій кількості документальних і навчальних фільмів.

#### В інших галузях

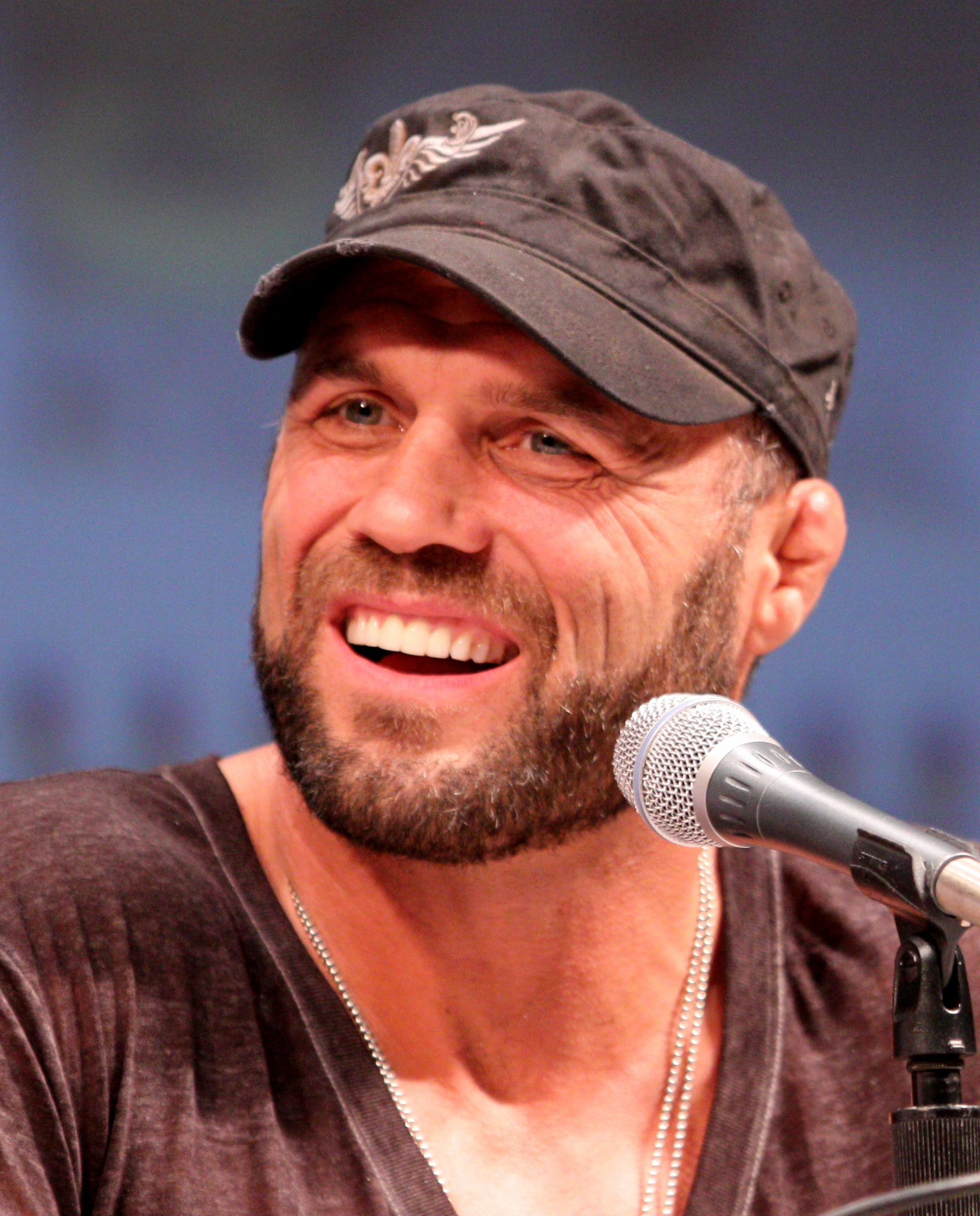
Ренді Кутюр на фестивалі «San Diego Comic-Con International». Липень 2010 року

- Ренді перманентно коментує важливі спортивні події на американському телебаченні, зокрема події у світі змішаних єдиноборств. Він є регулярним коментатором етапів UFC. Бере участь у телевізійних передачах.
- У 2008 році Ренді Кутюр взяв участь у озвученні комп'ютерної гри «Command & Conquer: Red Alert 3». Його голосом розмовляє один із ключових персонажів гри — командир Воррен Фуллер.

### Особисте життя
Ренді був тричі одружений, має двох дітей: сина Раяна та доньку Еймі. Проживає в Лас-Вегасі.
За політичними поглядами — республіканець.

#### Хобі
Кутюр полюбляє полювання і стрільбу з лука.
Ренді є прихильником мотоциклів і автомобілів епохи до бензинової кризи 1973 року — так званих «мускулистих авто» (англ. muscle cars). Саме з техніки такого типу і складається автопарк Ренді Кутюра. Боєць особливо пишається володінням такими автомобілями як Dodge Challenger і Chevrolet Camaro. Останній автомобіль він придбав на гроші, виручені з продажу Hummer, яким Кутюра було нагороджено за участь в «Абсолютному бійці».

### Скандал із порнографічним відео
5 грудня 2018 року на сайті MMA Weekly з’явилася інформація про порнографічне відео з Ренді Кутюром. Повідомлялося, що чутки про це виявилися правдою — на «одному з популярних порно-сайтів» дійсно розміщене відео з колишнім бійцем UFC. Підозрюється, що витік відвертого відеозапису — справа рук хакерів. На відео зображений сам один Ренді Кутюр, котрий поки що не зробив жодної заяви з цього приводу.

## Статистика в змішаних бойових мистецтвах
| Результат | Противник               | Вага      | Спосіб                                | Раунд | Час   | Дата              | Місце                          | Подія                                      | Примітки |
| --------- | ----------------------- | --------- | ------------------------------------- | ----- | ----- | ----------------- | ------------------------------ | ------------------------------------------ | --- |
| Поразка   | Ліото Мачіда            | 84-93 кг  | Нокаут (удар ногою)                   | 2     | 1:05  | 30 квітня 2011    | Торонто, Онтаріо, Канада       | 129 етап UFC                               | |
| Перемога  | Джеймс Тоні             | 93-120 кг | Підкорення (удушення руками)          | 1     | 3:18  | 28 серпня 2010    | Бостон, Массачусетс, США       | 118 етап UFC                               | |
| Перемога  | Марк Колмен             | 84-93 кг  | Технічне підкорення (удушення руками) | 2     | 1:09  | 6 лютого 2010     | Лас-Вегас, Невада, США         | 109 етап UFC                               | Отримав премію «Підкорення вечора».                                                                                              |
| Перемога  | Брендон Вера            | 84-93 кг  | Рішення суддів (одностайне)           | 3     | 5:00  | 14 листопада 2009 | Манчестер, Англія, ВБ          | 105 етап UFC                               | |
| Поразка   | Антоніу Родріґу Ноґейра | 93-120 кг | Рішення суддів (одностайне)           | 3     | 5:00  | 29 серпня 2009    | Портленд, Орегон, США          | 102 етап UFC                               | Отримав премію «Бій вечора». |
| Поразка   | Брок Леснар             | 93-120 кг | Технічний нокаут (удари кулаками)     | 2     | 3:07  | 15 листопада 2008 | Лас-Вегас, Невада, США         | 91 етап UFC                                | Втратив титул чемпіона у важкій ваговій категорії.                                                                               |
| Перемога  | Габріель Ґонзаґа        | 93-120 кг | Технічний нокаут (удари кулаками)     | 3     | 1:37  | 25 серпня 2007    | Лас-Вегас, Невада, США         | 74 етап UFC                                | Захистив титул чемпіона у важкій ваговій категорії. Отримав премію «Бій вечора».                                                 |
| Перемога  | Тім Сильвія             | 93-120 кг | Рішення суддів (одностайне)           | 5     | 5:00  | 3 березня 2007    | Колумбус, Огайо, США           | 68 етап UFC                                | Виграв титул чемпіона у важкій ваговій категорії.                                                                                |
| Поразка   | Чак Ліделл              | 84-93 кг  | Нокаут (удар кулаком)                 | 2     | 1:28  | 4 лютого 2006     | Лас-Вегас, Невада, США         | 57 етап UFC                                | Бій за титул чемпіона у напівважкій ваговій категорії.                                                                           |
| Перемога  | Майк Ван Арсдейл        | 84-93 кг  | Підкорення (удушення руками)          | 3     | 0:52  | 20 серпня 2005    | Лас-Вегас, Невада, США         | 54 етап UFC                                | |
| Поразка   | Чак Ліделл              | 84-93 кг  | Нокаут (удари кулаками)               | 1     | 2:06  | 16 квітня 2005    | Лас-Вегас, Невада, США         | 52 етап UFC                                | Втратив титул чемпіона у напівважкій ваговій категорії.                                                                          |
| Перемога  | Вітор Белфорт           | 84-93 кг  | Технічний нокаут (рішення лікаря)     | 3     | 5:00  | 21 серпня 2004    | Лас-Вегас, Невада, США         | 49 етап UFC                                | Виграв титул чемпіона у напівважкій ваговій категорії.                                                                           |
| Поразка   | Вітор Белфорт           | 84-93 кг  | Технічний нокаут (розсічення)         | 1     | 0:49  | 31 січня 2004     | Лас-Вегас, Невада, США         | 46 етап UFC                                | Втратив титул чемпіона у напівважкій ваговій категорії.                                                                          |
| Перемога  | Тіто Ортіс              | 84-93 кг  | Рішення суддів (одностайне)           | 5     | 5:00  | 26 вересня 2003   | Лас-Вегас, Невада, США         | 44 етап UFC                                | Виграв титул чемпіона у напівважкій ваговій категорії.                                                                           |
| Перемога  | Чак Ліделл              | 84-93 кг  | Технічний нокаут (удари кулаками)     | 3     | 2:40  | 6 червня 2003     | Лас-Вегас, Невада, США         | 43 етап UFC                                | Бій за титул тимчасового чемпіона у напівважкій ваговій категорії.                                                               |
| Поразка   | Рікко Родрігес          | 93-120 кг | Підкорення (удари ліктями)            | 5     | 3:04  | 27 вересня 2002   | Монтвіль, Коннектикут, США     | 39 етап UFC                                | Бій за вакантний титул чемпіона у важкій ваговій категорії.                                                                      |
| Поразка   | Джош Барнетт            | 93-120 кг | Технічний нокаут (удари кулаками)     | 2     | 4:35  | 22 березня 2002   | Лас-Вегас, Невада, США         | 36 етап UFC                                | Втратив титул чемпіона у важкій ваговій категорії. Після бою Барнетт був викритий у використанні стероїдів і позбавлений титулу. |
| Перемога  | Педру Різзу             | 93-120 кг | Технічний нокаут (удари кулаками)     | 3     | 1:38  | 2 листопада 2001  | Лас-Вегас, Невада, США         | 34 етап UFC                                | Захистив титул чемпіона у важкій ваговій категорії.                                                                              |
| Перемога  | Педру Різзу             | 93-120 кг | Рішення суддів (одностайне)           | 5     | 5:00  | 4 травня 2001     | Атлантик-Сіті, Нью-Джерсі, США | 31 етап UFC                                | Захистив титул чемпіона у важкій ваговій категорії.                                                                              |
| Поразка   | Валентайн Оверім        | 93-120 кг | Підкорення (удушення руками)          | 1     | 0:56  | 24 лютого 2001    | Токіо, Японія                  | Турнір RINGS «King of Kings 2000» (фінал)  | |
| Перемога  | Цуйоші Косака           | 93-120 кг | Рішення суддів (одностайне)           | 2     | 5:00  | 24 лютого 2001    | Токіо, Японія                  | Турнір RINGS «King of Kings 2000» (фінал)  | |
| Перемога  | Кевін Рендлмен          | 93-120 кг | Технічний нокаут (удари кулаками)     | 3     | 4:13  | 17 листопада 2000 | Атлантик-Сіті, Нью-Джерсі, США | 28 етап UFC                                | Виграв титул чемпіона у важкій ваговій категорії.                                                                                |
| Перемога  | Рюші Янагісава          | 93-120 кг | Рішення судів (переважне)             | 2     | 5:00  | 9 жовтня 2000     | Токіо, Японія                  | Турнір RINGS «King of Kings 2000» (блок А) | |
| Перемога  | Джеремі Горн            | 93-120 кг | Рішення судів (одностайне)            | 2     | 5:00  | 9 жовтня 2000     | Токіо, Японія                  | Турнір RINGS «King of Kings 2000» (блок А) | |
| Поразка   | Михаїл Ілюхін           | 93-120 кг | Підкорення (больовий прийом на руку)  | 1     | 7:43  | 20 березня 1999   | Токіо, Японія                  | Турнір RINGS «Rise 1st»                    | Рефері допустив помилку. Незважаючи на оскарження, результат змагання не змінювали.                                              |
| Поразка   | Енсон Іноуе             | 93-120 кг | Підкорення (больовий прийом на руку)  | 1     | 1:39  | 25 жовтня 1998    | Токіо, Японія                  | Турнір «Vale Tudo Japan 1998»              | |
| Перемога  | Моріс Сміт              | 93-120 кг | Рішення суддів (переважне)            | 1     | 21:00 | 21 грудня 1997    | Токіо, Японія                  | Турнір UFC «Ultimate Japan»                | Виграв титул чемпіона у важкій ваговій категорії.                                                                                |
| Перемога  | Вітор Белфорт           | 93-120 кг | Технічний нокаут (удари кулаками)     | 1     | 8:17  | 17 жовтня 1997    | Бей-Сент-Луїс, Міссісіпі, США  | 15 турнір UFC                              | |
| Перемога  | Стівен Ґрегем           | 93-120 кг | Технічний нокаут (удари кулаками)     | 1     | 3:13  | 30 травня 1997    | Аугуста, Джорджія, США         | 13 турнір UFC                              | Виграв 13-й турнір UFC. |
| Перемога  | Тоні Гальме             | 93-120 кг | Підкорення (удушення руками)          | 1     | 1:00  | 30 травня 1997    | Аугуста, Джорджія, США         | 13 турнір UFC                              | |